# Gibson SG
Gibson SG è una linea di chitarre elettriche solid body prodotte dalla Gibson a partire dagli anni sessanta. La sigla SG sta per "solid guitar". Questa linea rappresentò un tentativo di rinnovare la famiglia della leggendaria Gibson Les Paul (che nel tempo era stata estesa e includeva già nei primi anni sessanta una vasta gamma di modelli sia economici sia professionali), soprattutto allo scopo di reagire all'avvento della Fender Stratocaster, che con il suo corpo leggero aveva contribuito notevolmente al calo delle vendite della Les Paul. Difatti, la SG ha un corpo sottile da 1,35" (35 mm circa), ma si dice che le originali avessero un corpo poco più spesso da 1,5" (38 mm circa). Si tratta di uno strumento impiegato estensivamente dai musicisti hard rock che nondimeno ha saputo ritagliarsi dei nobili spazi anche in ambito blues. Duane Allman utilizzava quasi esclusivamente una Gibson SG per l'improvvisazione con lo slide.
In Italia, la Gibson SG è nota con il soprannome "Diavoletto", per via delle due estremità appuntite del corpo che ricordano due piccole corna.

## Storia
Il 1961 è un periodo difficile per la Gibson. La Fender, storica concorrente, è riuscita ad occupare buona fetta del mercato con i suoi prodotti, fra cui le Telecaster e le Stratocaster, più economiche, leggere e versatili. E sono proprio il peso, la forma, ma soprattutto il sound versatile e quindi adatto per tutti i generi della Stratocaster, che spingono la Gibson a sviluppare una nuova chitarra. Ricalcando lo stile della vecchia Les Paul, prodotto di punta della casa costruttrice, viene dunque realizzata la "Les Paul Solid Guitar", successivamente rinominata SG (da Solidbody Guitar).
L'idea di associare al nuovo modello il vecchio nome Les Paul servì per dare una linea di continuità sul nome del famoso chitarrista ideatore della Les Paul. Anche le versioni della SG ricalcarono quelle della madre: venne nel 1961 commercializzata nelle due versioni "Standard" e "Custom", proprio come le versioni della Les Paul. La "Custom" aveva la tastiera in ebano, il corpo in mogano e le rifiniture placcate in oro, e dal '61 al '63 c'era la stessa targhetta di identificazione della Les Paul Custom, cioè senza la dicitura "SG". La "Standard" differiva per la tastiera in palissandro e, inoltre, solo la "Standard" aveva il marchio "Standard" con l'aggiunta della scritta "SG".
Nel 1965 la SG fu sottoposta a un restyling importante. Il battipenna divenne due volte più largo al fine di accogliere tutti i pick-up. Modelli col battipenna originale continuarono a essere prodotti sotto il nome "Vintage". Ancora oggi esiste una linea "Vintage" che riproduce esteticamente le SG originali, con elettronica aggiornata.
Nel 1968 (anno in cui tornò a essere commercializzata la Les Paul) venne introdotto un nuovo modello economico di SG, la "Junior", tuttora in produzione. La "Junior" così come la "Les Paul Junior" era dotata di un unico pick-up tipo "P-90", ovvero "single coil" cioè a bobina singola diversamente dai pick-up PAF "humbucker" adottati dagli altri tipi di SG. I "P-90" erano dotati di una particolare forma che valse loro diversi soprannomi: in Italia "saponette", negli Stati Uniti "soapbar" (e anche dogears con viti di fissaggio laterali nella versione montata sulle semiacustiche). La "Junior" fu dotata inoltre della leva vibrato.
Quasi contemporaneamente alla "Junior" fu prodotta la "Special" dotata di due "P-90" e della classica leva vibrato tipo "Vibrola". Anch'essa al pari della "Junior" viene riproposta nella corrente produzione Gibson nella serie "reissues".

## Tipi di Gibson SG
- Gibson SG Standard
- Gibson SG Standard natural burst
- Gibson SG Custom
- Gibson SG Special
- Gibson SG The SG
- Gibson SG Supreme
- Gibson SG Menace
- Gibson SG Goddess
- Gibson SG '61 Reissue
- Gibson SG GT
- Gibson SG Angus Young Signature
- Gibson SG Tony Iommi Signature
- Gibson SG Robby Krieger Signature
- Gibson SG Junior
- Gibson SG Vintage
- Gibson SG Doubleneck
- Gibson SG-Zanda Signature
- Gibson SG-X
- Gibson SG Bigsby
- Gibson SG Special Faded 3 pickups
- Gibson SG G 400
- Gibson SG ZOOT
- Gibson SG Eric Clapton Fool
- Gibson SG Z
- Gibson SG Robot
- Gibson SG Roxy
- Gibson SG Diablo
- Gibson SG Derek Trucks signature
- Gibson SG Melody Maker
- Gibson SG Deluxe
- Gibson SG Pro
- Gibson SG Firebrand
- Gibson SG 200
- Gibson SG 100

## Chitarristi che usano o hanno usato la SG

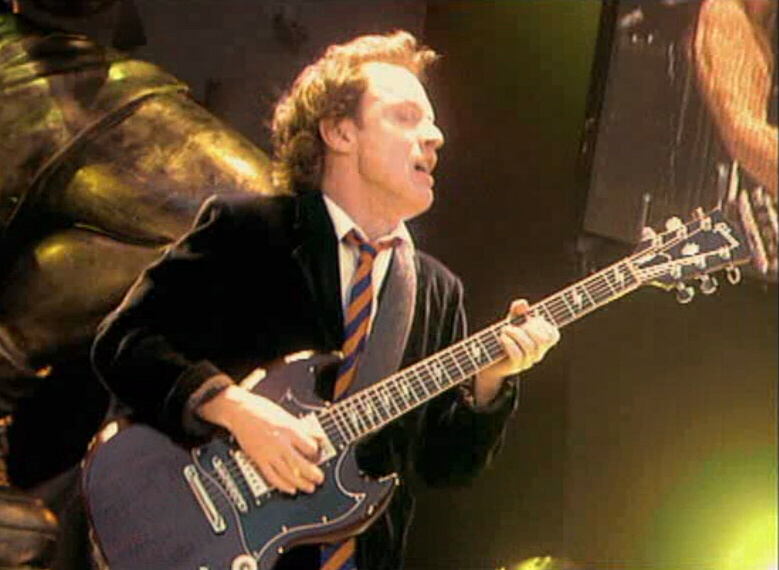
Angus Young (AC/DC), celebre chitarrista, la cui immagine è legata alla Gibson SG

Alcuni celebri chitarristi hanno legato il proprio nome indissolubilmente a questo strumento, usandolo esclusivamente per tutta la propria carriera; tra questi Angus Young degli AC/DC, Tony Iommi dei Black Sabbath, Robby Krieger dei Doors, Derek Trucks e Frank Marino dei Mahogany Rush. Molti altri l'hanno utilizzato in lunghi periodi della propria vita, segnandone l'immaginario collettivo; tra questi Pete Townshend degli Who, Frank Zappa, Carlos Santana, Sister Rosetta Tharpe, Billy Gibbons degli ZZ Top, Jerry Garcia dei Grateful Dead, Eric Clapton quando militava nei Cream, Jimi Hendrix, Duane Allman degli The Allman Brothers Band, John Cipollina dei Quicksilver Messenger Service, Bernard Sumner dei Joy Division, Gillian Gilbert dei New Order, Mike Oldfield, Gary Clark Jr. e Thom Yorke dei Radiohead.
La Gibson SG è stata, inoltre, utilizzata saltuariamente da moltissimi altri celebri chitarristi, tra cui Stephen Stills dei Crosby, Stills, Nash & Young, George Harrison e John Lennon dei Beatles, Keith Richards e Mick Taylor dei Rolling Stones, The Edge degli U2, Max Cavalera dei Sepultura, Greg Hetson dei Bad Religion, Richie Sambora dei Bon Jovi, Jim Davies dei Prodigy, Billy Corgan dei The Smashing Pumpkins, Zakk Wylde, John Frusciante dei Red Hot Chili Peppers, John McLaughlin, Bill Frisell, Lenny Kravitz, Joe Perry degli Aerosmith, Brian Molko dei Placebo, Adrian Smith degli Iron Maiden, Frank Hannon dei Tesla, Stef Burns, Dexter Holland dei The Offspring, Tim McIlrath dei Rise Against, Allan Holdsworth, Robb Flynn dei Machine Head, Ian MacKaye dei Fugazi, Kelly Jones degli Stereophonics, Ryan Peake dei Nickelback, Daron Malakian dei System of a Down, Lily Lazer degli HIM, Zal Cleminson dei Nazareth e dei Sensational Alex Harvey Band, Jepson dei The Ark, Massimo Riva della Steve Rogers Band e chitarrista di Vasco Rossi, Mick Box degli Uriah Heep, Jimmy McCulloch dei Wings, Todd Rundgren, i Nameless Ghouls Alpha e Omega dei Ghost, Vinnie Stigma degli Agnostic Front, Jake Kiszka dei Greta Van Fleet, Barry Goudreau dei Boston e Shinji Wajima dei Ningen Isu.